# Thulbach
Thulbach ist ein Kirchdorf in der Gemeinde Wang im oberbayerischen Landkreis Freising.

## Geschichte

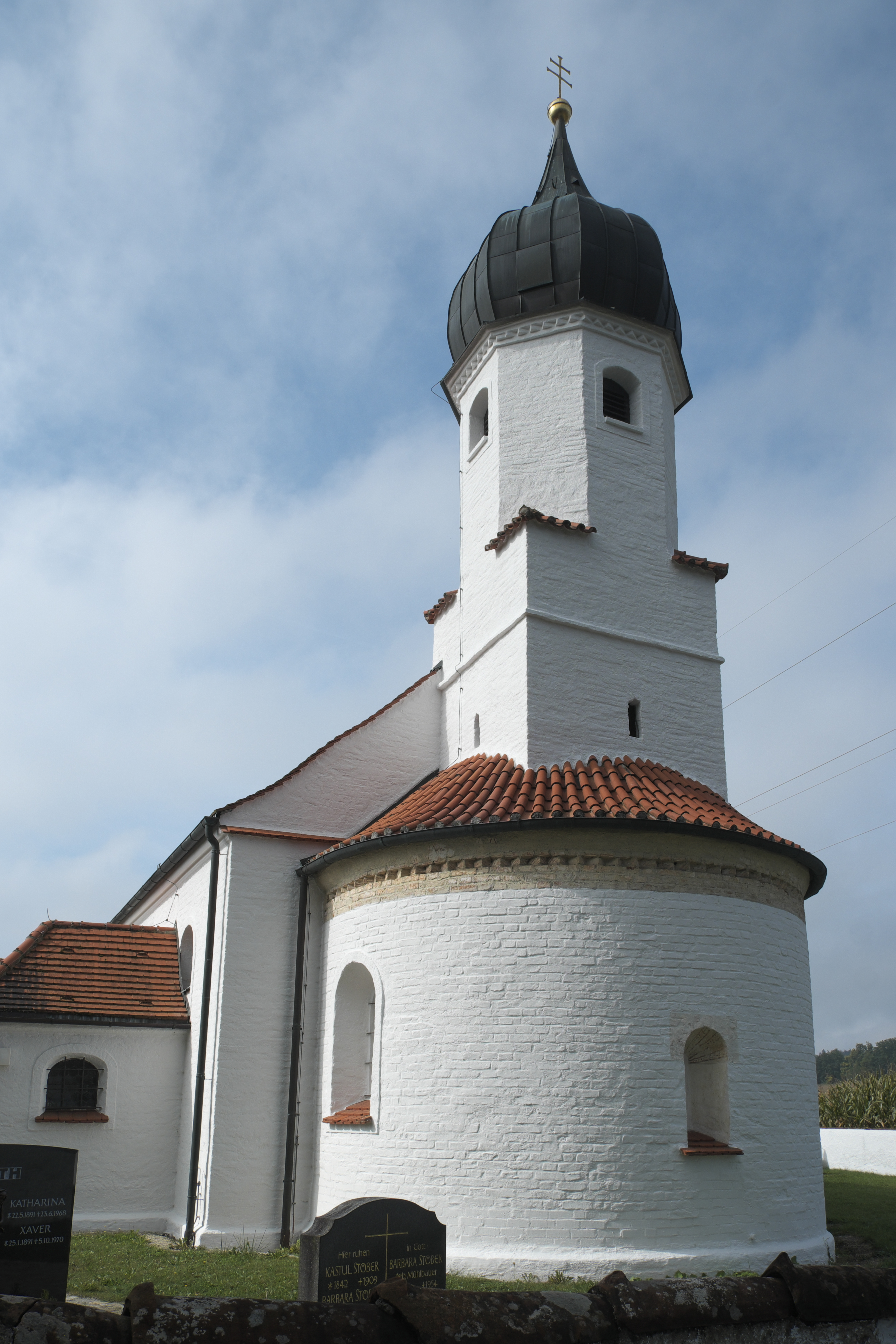
Kirche St. Andreas

Thulbach wird bereits 754 in einer Schenkungsurkunde an die dortige Kirche erwähnt. Die heutige katholische Filialkirche St. Andreas ist im Kern eine romanische Chorturmkirche.
Die offene Hofmark Thulbach, zu der auch Holzerhof und Zulehen gehörten, war Teil des Landgerichts Moosburg, das den westlichen Teil des früheren Rentamts Landshut bildete. 
In Thulbach wurde im Zuge der Verwaltungsreformen in Bayern 1818/20 ein Patrimonialgericht II. Klasse gebildet. Dieses wurde mit den 1820 gebildeten Patrimonialgerichten Hagsdorf, Hörgertshausen, Mauern, Tegernbach und Thulbach 1841 unter der Familie von Hofstetten zu einem gemeinsamen Patrimonialgericht II. Klasse unter der Benennung „Patrimonialgericht Mauern“ zusammengeschlossen. Im Jahr 1848 wurden die letzten Reste der Adelsherrschaft aufgehoben. Thulbach kam zur Gemeinde Wang.